# Dora (Vorname)
Dora ist ein weiblicher Vorname.

## Herkunft und Bedeutung
Der Name Dora ist eine Kurzform von Dorothea oder Theodora, die beide „Geschenk Gottes“ bedeuten. Er ist auch eine Variante des Vornamens Doris.

## Namensträgerinnen
- Dora (* 1966), portugiesische Sängerin

- Dora Alonso (1910–2001), kubanische Journalistin und Schriftstellerin
- Dora Bakogianni (* 1954), griechische Politikerin
- Dora Boothby (1881–1970), britische Tennisspielerin
- Dora Bruder (1926–1942), französisches Opfer des Holocaust
- Dora Carrington (1893–1932), britische exzentrische und feministische Malerin
- Dora Diamant (1898–1952), letzte Lebensgefährtin Franz Kafkas, politische Aktivistin und Schauspielerin
- Dora Doll (1922–2015), französische Schauspielerin
- Dora Emdin (1912–1945), englische Tischtennisspielerin
- Dora Friese (1883–1965), deutsche Dompteuse
- Dora Gad, auch Dora Goldberg (1912–2003), rumänisch-israelische Architektin, Innenarchitektin und Möbeldesignerin
- Dora Garbade (1893–1981), deutsche Wegbereiterin der Landfrauenbewegung
- Dora Gerson (1899–1943), deutsche Stummfilm-Schauspielerin und Kabarett-Sängerin, Nazi-Opfer
- Dora Heldt (* 1961), deutsche Schriftstellerin
- Dora Herxheimer (1884–1963), britische bildende Künstlerin
- Dora Hitz (1853–1924), deutsche Malerin und Mitbegründerin der Berliner Secession
- Dora Hohlfeld (1860–1931), deutsche Schriftstellerin
- Dora d’Istria (1828–1888), Pseudonym von Helena Koltsova-Massalskaya
- Dora Jung (1906–1980), finnische Textilkünstlerin
- Dora Kallmus (1881–1963), österreichische Fotografin, bekannt als Madame D'ora
- Dora Sophie Kellner (1890–1964), österreichische Journalistin, Schriftstellerin und Übersetzerin
- Dora Kircher (1881–1953), österreichische Politikerin
- Dora Koch-Stetter (1881–1968), deutsche Malerin und Grafikerin
- Dora Komar (1914–2006), österreichische Schauspielerin und Sängerin
- Dora Köring (1880–1945), deutsche Tennisspielerin
- Dora Lardelli (1953–2023), Schweizer Kunsthistorikerin, Autorin und Kulturvermittlerin
- Dora Lopes (1922–1983), brasilianische Sängerin und Komponistin der Música Popular Brasileira
- Dora Maar (1907–1997), französische Fotografin und Malerin
- Dora Osterloh (* ≈1986), deutsche Jazzmusikerin (Gesang, Komposition)
- Dora Pavlíková (* 1981), tschechische Sopranistin
- Dora Pejačević (1885–1923), kroatische Komponistin
- Dora Rappard (1842–1923), Schweizer Missionarin
- Dora Richter (1892–nach 1939), Trans-Pionierin
- Dora Ratjen (1918–2008), deutscher Leichtathlet
- Dora Siliya (* 1970), sambische Politikerin
- Dora Stock (1759–1832), deutsche Malerin
- Dora Teleky (1879–1963), österreichisch-jüdische Gynäkologin und Urologin
- Dora Vallier (1921–1997), bulgarisch-französische Kunsthistorikerin
- Dora Wentscher (1883–1964), deutsche Schauspielerin, Bildhauerin und Schriftstellerin
- Dóra Zeller (* 1995), ungarische Fußballnationalspielerin